# المرأة في جزر كوك

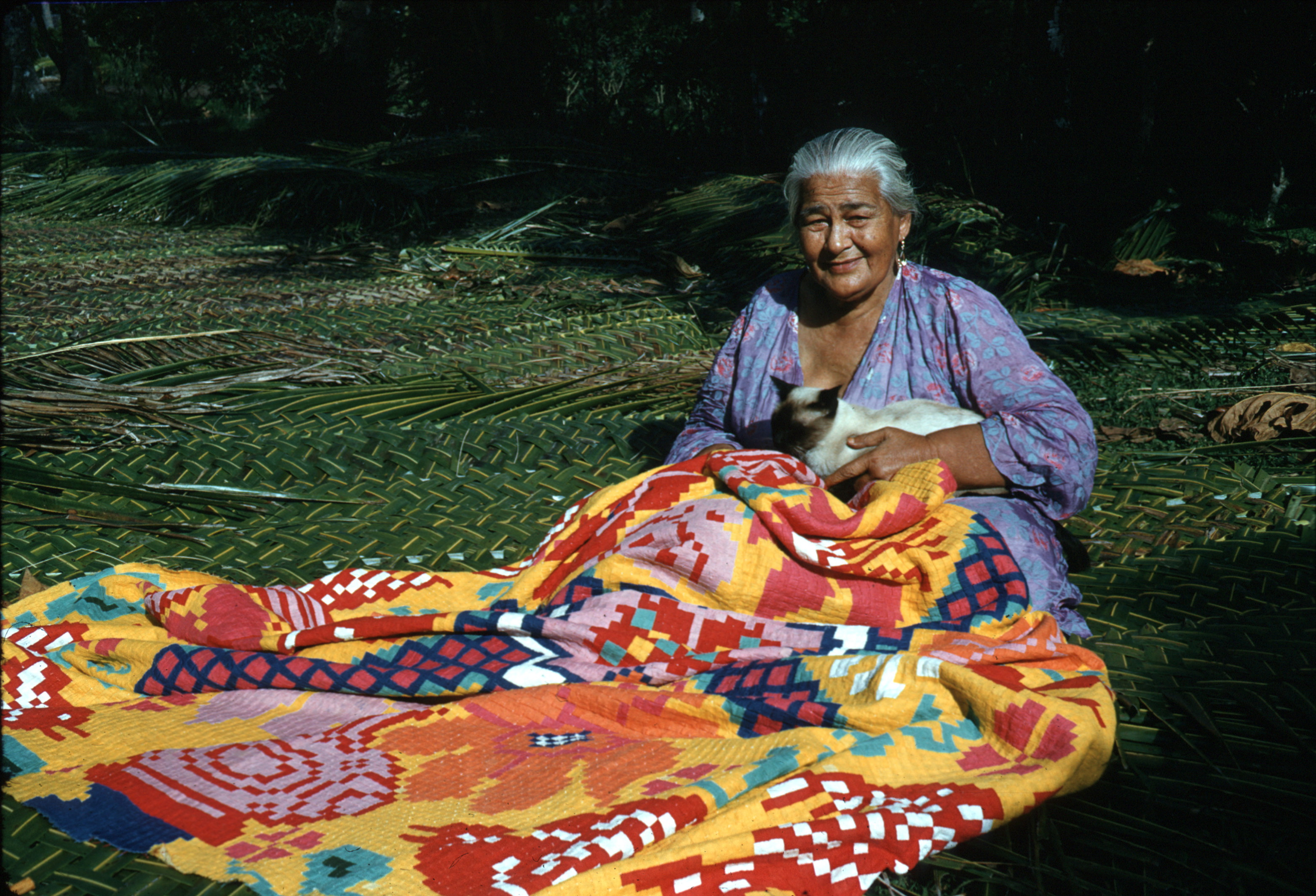
امرأة مسنة من جزر كوك تقوم بخياطة التايفيفا.

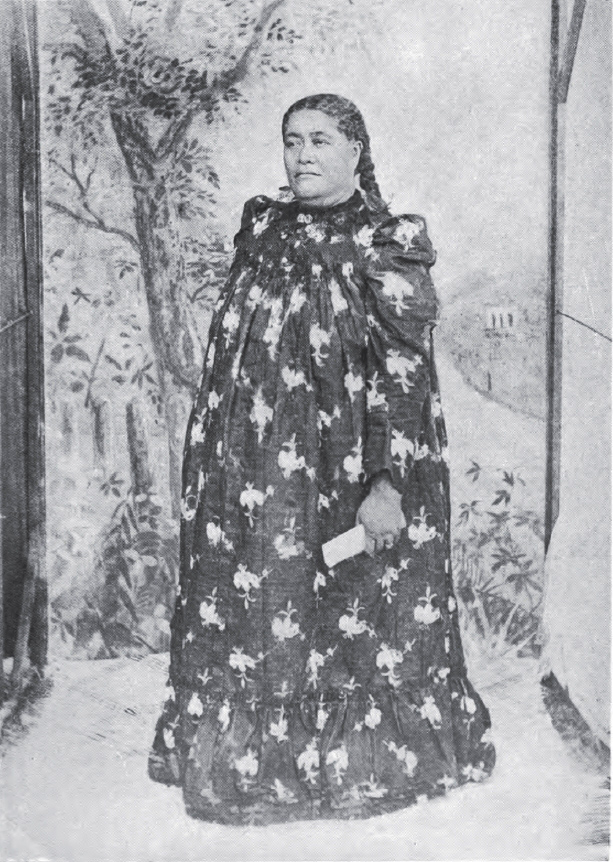
ماكيا تاكاو، ملكة راروتونجا، جزر كوك. التقطت هذه الصورة أثناء رحلتها إلى أوكلاند، نيوزيلندا في عام 1885.

المرأة في جزر كوك من نساء منطقة أوقيانوسيا الاتي يعشن فيها أو هن من جزر كوك، دولة جزيرة في جنوب المحيط الهادئ التي هي في ارتباط حر مع نيوزيلندا.

## الملابس
تشمل الملابس التقليدية للرقص ارتداء الزهور في شعر النساء (أيضا يقوم الرجال بارتداء الزهور في شعرهم)، طوق شعر، الياقات، و «التنانير القصيرة من العشب المهدب».

## رموز الجمال
في ثقافة جزر كوك، وخاصة قبل البدء في تطبيق المعايير الغربية للجمال، كانت البدانة هي «رمز للثروة والجمال».
في سن البلوغ، وكان على الفتيات الـ«عزلة بطقوس إطعام لزيادة الوزن».

## الوضع الاجتماعي والأدوار
بشكل عام، تقوم المرأة بالأعمال المنزلية ولكن أيضا تعمل في كثير من الأحيان خارج نطاق الأسرة.
وحسب التقاليد، تحترم النساء بسبب دورهن «كزوجات وأمهات».
في الأسرة، المرأة في جزر كوك تدير وتشرف على الأراضي والمحاصيل، والموارد المالية للأسرة.
وفيما يتعلق بالكنيسة ومسؤوليات القرية، تخدم النساء في جزر كوك كـ«إداريات أساسيات» للشؤون الدينية والمجتمع.

## العنف
في مجتمع جزر كوك، كل شخص يرتكب العنف المنزلي ضد النساء يتلقى أشكال حادة من العقاب.

## عادات الدفن
من خلال الالتزام والثقافة، تدفن المرأة في جزر كوك داخل أقبية الدفن تقع أمام ساحات المنازل، وخاصة إذا كانت المرأة هي من قامت ببناء المنزل المذكور.
وتختم نعوش النساء تقليديا في خزائن الدفن باعتباره شكلا من أشكال الاحترام.
في ثقافة جزر كوك، "يعتبر عدم احترام لتغطية [جثث النساء] في التراب بعد الموت.

## الفنون والحرف اليدوية
ومن المعروف على نساء جزيرة كوك نسج التايفيفا، شكلا من أشكال فن الغزل والنسيج لتزيين أغطية الوسائد والشراشف.
أيضا يقمن بنسج الفنون والحرف اليدوية الأخرى من المنتجات مثل حصير الكاذي، والمحافظ، والمراوح، والسلال.
أيضا تقوم المرأة في عمل فن الزهور في شكل قلادة المعروفة باسم الـ«إي» والتيجان المعروفة باسم الـ«إي كاتو».
المرأة في جزر كوك أيضا متخصصة في صنع المجوهرات باستخدام اللآلئ السوداء.

## السياسة
النساء في راروتونجا، الجزيرة الأكثر اكتظاظا بالسكان في جزر كوك، حصلنَّ على الحق في التصويت في عام 1893، بعد وقت قصير من نيوزيلندا.